# 大久保貴
大久保 貴（おおくぼ たかし、1963年10月22日 - ）は、日本の政治家。元滋賀県彦根市長（2期）、元滋賀県議会議員（2期）。

## 来歴
滋賀県彦根市出身。1988年（昭和63年）8月、ミシガン大学社会学部卒業。社会福祉法人近江ふるさと会に就職。1991年（平成3年）4月30日、滋賀県議会議員に就任。1995年（平成7年）に再選。
1998年（平成10年）第18回参議院議員通常選挙に滋賀県選挙区より出馬するも落選。2001年（平成13年）4月22日に行われた彦根市長選挙に出馬。計4人の候補者のうち得票数3位で落選。投票率は47.16％。
2005年（平成17年）4月24日に行われた市長選に出馬。計3人の候補者のうち得票数3位で落選。投票率は47.19％。
2009年（平成21年）4月、障害者支援施設所長に就任。
同年4月26日に行われた市長選に出馬。計5人の候補者のうち得票数2位で落選。当選した現職の獅山向洋に39票差で敗れる（獅山：9,675票、大久保：9,636票、以下略）。投票率は44.89％。
2013年（平成25年）4月21日に行われた市長選に出馬。現職の獅山向洋、有村治子参議院議員の弟で治子の元秘書の有村國知ら2候補を破り初当選した（大久保：16,903票、獅山：9,600票、有村：9,412票）。投票率は41.82％。5月10日、市長に就任。
2017年（平成29年）、前教育長の前川恒廣、元放送記者の田原達雄らを破り再選。
2021年（令和3年）、衣服ブランド事業社長の和田裕行に敗れ落選。

## 市政

### 彦根市史刊行問題
記述内容を巡って市と執筆者の間で対立が起こったため長い間刊行が中断されていた『新修彦根市史 第4巻 通史編現代』について、大久保は市長就任5か月後の2013年（平成25年）10月、「当事者が存命している状況で、論争を招く市史を出すのは難しい」として発刊中止を決めた。市民団体はこれを受けて署名を集めて監査請求し、監査委員は2014年（平成）2月、年内発刊を勧告。同年11月、彦根簡易裁判所での調停により市民団体と和解が成立する。2015年（平成27年）1月31日、市史第4巻は刊行された。

### 2019年度予算案
2019年（平成31年）2月25日、彦根大花火大会の中断と彦根ばやし総おどり大会の廃止、中学校舎の改修の延伸などを盛り込んだ2019年度一般会計当初予算案を市議会に提出。ところが定例会最終日の3月20日、同予算案は反対18、賛成5により否決された。彦根市は予算案が成立しないまま議会が閉会する異例の事態になった。また同日、議会は大久保に対して不信任案を提出したが、可決に必要な18人の賛成には1票差で届かず、否決された。否決を受けて市側は暫定予算案を組んで市議会に提出し、3月28日に可決。
しかし、この暫定予算案からは市のキャラクターひこにゃんの運営関連経費が外された。「ひこにゃんの活動は義務的性質を有しない」という大久保の判断による削除であったが、暫定予算案可決後にひこにゃんの「活動危機」の報道が流れ、ひこにゃんの活動を市に代わって受託していた日本ご当地キャラクター協会と大久保の協議の結果、暫定予算期間中は協会がクラウドファンディングなどによってひこにゃんの活動資金を集め、本予算成立までひこにゃんの活動を主導していくこととなった。一連の騒動で大久保は「ひこにゃんを危機に陥れた市長」と呼ばれるようになり、直後の4月13日に行われたひこにゃんの誕生日イベントでは、大久保自らがこの「悪評」を挨拶に取り入れる一幕もあった。その後、5月27日にひこにゃんの運営関連経費が盛り込まれた予算案が再提出され、大久保はひこにゃんが活躍できる環境づくりを約した。なお、再提出された予算案は6月19日に可決された。

### 新型コロナウイルス対策
2020年（令和2年）5月18日、新型コロナウイルス対策の財源に充てるため、自身の6月期末手当を20％減額する条例案を市議会臨時会に提出した。副市長については10％、教育長については5％減額する。同日、同条例案は可決された。
同年11月30日、さらに12月期末手当についても、6月と同比率で減額する条例案を市議会定例会に提出した。副市長と教育長も同様とする。12月21日、同条例案は可決された。